# Cornelia Labruyère
Cornelia Labrujere (Vlissingen, 18 augustus 1880 – aldaar, 6 november 1988) was vanaf 13 juni 1988 de oudste levende vrouw van Nederland, na het overlijden van Geesje Kwakkel. Zij heeft deze titel 146 dagen gedragen.
Mej. Labrujere heeft haar hele leven haar verjaardag gevierd op 18 augustus, hoewel de geboorteakte vermeldt dat ze op 21 augustus 1880 is geboren (om één uur 's nachts) 
. Desgevraagd liet ze eens weten dat er bij de burgerlijke stand indertijd kennelijk een fout moet zijn gemaakt. De akte laat ook 'Labrujere' als achternaam zien, hoewel ze in krantenknipsels vanaf haar 105e verjaardag altijd 'Labruyère' werd genoemd, een naam die ook in de overlijdensadvertenties werd vermeld.
Labrujere overleed op de leeftijd van 108 jaar en 80 dagen. Haar opvolger was Hinderika Modderaar.